# بروس غودفري براكيت
بروس غودفري براكيت (بالإنجليزية: Bruce Godfrey Brackett)‏ هو ضابط أمريكي، ولد في 16 أكتوبر 1915 في سياتل في الولايات المتحدة، وتوفي في 14 يناير 1943 في المحيط الهادئ بسبب قتل في المعركة.